# Jean Herinckx
Jean Marie Guillaume Joseph Henrinckx (Ukkel, 3 maart 1888 - 20 januari 1961) was een Belgisch volksvertegenwoordiger.

## Levensloop
Herinckx promoveerde tot doctor in de rechten.
Hij werd tot gemeenteraadslid van Ukkel verkozen en was er schepen van 1922 tot 1928 en van 1933 tot 1938. Van 1939 tot 1952 was hij burgemeester.
Van 2 september 1944 tot 1 augustus 1945 was hij interim-gouverneur van Brabant.
Van februari 1946 tot februari 1947 was hij PSC-volksvertegenwoordiger voor het arrondissement Brussel.